# Wieacker-Wolff-Syndrom
Das Wieacker-Wolff-Syndrom ist eine sehr seltene angeborene Erkrankung mit den Hauptmerkmalen Intelligenzminderung, Entwicklungsverzögerung und Gelenkkontrakturen. Das Syndrom wird x-Chromosomal vererbt und weist somit Merkmale sowohl der Arthrogryposis multiplex congenita als auch der Nicht-syndromalen X-chromosomalen mentalen Retardierung auf.
Die Erstbeschreibung stammt aus dem Jahre 1985 durch den Freiburger Gynäkologen Peter Wieacker und den Humangenetiker Gerhard Wolff und Mitarbeiter.

## Verbreitung
Die Häufigkeit wird mit unter 1 zu 1.000.000 angegeben, bislang wurde über weniger als 30 Betroffene in 5 Familien berichtet. Die Vererbung erfolgt X-chromosomal rezessiv. Die weiblichen Überträger sind oft ohne Krankheitszeichen.

## Ursache
Der Erkrankung liegen Mutationen im ZC4H2-Gen auf dem X-Chromosom Genort q11.2 zugrunde.

## Klinische Erscheinungen
Klinische Kriterien sind:
- Manifestation in der Neugeborenenzeit
- Nur das männliche Geschlecht ist betroffen
- schwere Gelenkkontrakturen bereits bei Geburt
- Muskelschwäche mit Atemnot
- Verzögerte motorische Entwicklung
- geistige Behinderung

Hinzu können Ptosis, Gesichtsdysmorphie und Skelettauffälligkeiten wie Kamptodaktylie, Hüftluxation, Skoliose, Kyphose, Lordose und Klumpfuß kommen.
Beim weiblichen Geschlecht können die Veränderungen fehlen oder schwächer ausgeprägt vorliegen.

## Therapie
Eine Behandlung ist nur symptombezogen und begleitend möglich. Eine Heilung ist derzeit nicht möglich.